# Suså kommun
Suså kommun var en kommun i f.d. Storstrøms amt, Danmark. Kommunen hade 8 272 invånare (2004) och en yta på 144,84 km². Glumsø var centralort. Sedan 2007 ingår Suså kommun i Næstveds kommun.